# Lycodonus flagellicauda
Lycodonus flagellicauda es una especie de pez de la familia de los Zoarcidae en el orden de los perciformes.

## Morfología
Los machos pueden llegar a alcanzar los 19,9 cm de longitud total.

## Alimentación
Come crustáceos pequeños de los génerosThemisto , Podocerus y Hemilamprops .

## Hábitat
Es un pez de mar y de aguas profundas que vive entre 800- 1993 m de profundidad.

## Distribución geográfica
Se encuentra en Islandia y Noruega (incluyendo la isla de Jan Mayen y el suroeste de Spitsbergen.

## Observaciones
Es inofensivo para los humanos. 